# Подобєдова Світлана Миколаївна
Світлана Миколаївна Подобєдова  (рос. Светлана Николаевна Подобедова, 25 травня 1986) — казахська важкоатлетка.
27 жовтня 2016 року була позбавлена золотої медалі Олімпійських ігор 2012 року через позитивну допінг-пробу.

## Виступи на Олімпіадах
| Олімпіада   | Вагова категорія | Місце                     |
| ----------- | ---------------- | ------------------------- |
| Лондон 2012 | до 75 кг         | ( Золото) дискваліфікація |